# Hank Crawford
Hank Crawford (Memphis, 1934. december 21. – Memphis, 2009. január 29.) amerikai R&B, hard bop, jazz-funk, soul zenész,  altszaxofonos, hangszerelő, dalszerző.

## Pályakép
Zongorázni tanult, és először a templomban játszott. A középiskolában a The Rhythm Bombers iskolai együttes tagja volt.
Szaxofonosként példaképekeinek blueszenészeket, Louis Jordant és Earl Bosticot, Johnny Hodges-t tartott. Iskolai barátai között volt Booker Little, George Coleman és Phineas Newborn.
Memphisben játszott Junior Parker, Ike Turner, B. B. King és a Bobby „Blue” Bland együttesben. 1958-ban Nashville-ben találkozott Ray Charlesszal.
Az 1970-es években egyértelműen a funk felé fordult.

## Lemezek
1961: More Soul

1962: The Soul

1962: From the Heart

1963: Soul of the Ballad

1964: True Blue

1965: Dig These Blues

1966: After Hours

1967: Mr. Blues

1968: Double Cross

1969: Mr. Blues Plays

1970: The Best of Hank Crawford

1971: It's a Funky Thing to Do

1972: Help Me Make it Through the Night

1972: We Got a Good Thing Going

1973: Wildflower

1974: Don't You Worry 'Bout a Thing

1975: I Hear a Symphony

1976: Hank Crawford's Back

1977: Tico Rico

1978: Cajun Sunrise

1980: Centerpiece with Calvin Newborn

1982: Midnight Ramble

1983: Indigo Blue

1984: Down on the Deuce

1985: Roadhouse Symphony

1986: Soul Survivors with Jimmy McGriff

1986: Mr. Chips

1987: Steppin' Up with Jimmy McGriff

1989: Night Beat

1989: On the Blue Side with Jimmy McGriff

1990: Groove Master

1990: Bossa International with Richie Cole

1991: Portrait

1993: South Central

1994: Right Turn on Blue with Jimmy McGriff

1995: Blues Groove with Jimmy McGriff

1996: Tight

1997: Road Tested with Jimmy McGriff

1998: After Dark

1999: Crunch Time with Jimmy McGriff

2000: The World of Hank Crawford

2001: The Best of Hank Crawford & Jimmy McGriff (compilation)